# Schützenkompanie Jenesien
Die Schützenkompanie Jenesien ist eine Schützenkompanie im Dorf Jenesien bei Bozen, Salten-Schlern, in Südtirol.

## Geschichte
Namentlich erwähnt wird die Schützenkompanie Jenesien erstmals als Aufgebot bei der Belagerung von Burg Greifenstein im Jahre 1416.
Während der Koalitionskriege 1796 beteiligte sich die Jenesiener Schützenkompanie am 27. September und am 1. und 2. November an den siegreichen Kämpfen in Segonzano sowie im Fleimstal (20. Februar 1797) in Faedo und Palai im Fersental (2. März 1797.) Unter dem Kommando von Hauptmann Franz Josef Lechtleitner wurde die Haller Kompanie entsetzt und die Franzosen aus Palai vertrieben. Dafür bekamen er und die Kompanie die goldene Ehrenmedaille verliehen.

„Jos(ef) Franz Lechtleitner Haupt(mann) der Kompagnie von Jenesien…  beweiset durch Zeugnisse des k.k.en H(errn) G(ener)almajor Baron Vukassovich (…) daß selber die gefährlichen Vorpostendienste wozu er mit seiner Kompagnie sich selbst angetragen, und gewiedmet war, mit solcher Wirkung versehen, und den Feind durch seine Tapferkeit so in Schwanken gesetzt habe, daß er sich am End nur immer in der weitesten entfernung zu zeigen den Muth hatte. […] endlich solle auch der Kompagnie die größere Ehren-Medaille zur Aufheftung an die Fahne zugeteilt werden“

Bei den Bergiselschlachten am 25. und 29. Mai 1809 stand die Schützenkompanie Jenesien mit den Hauptleuten Josef Wiedenhofer und Jakob Taber unter dem direkten Kommando Andreas Hofers. Am 20. und 21. November 1809 kam es in Jenesien selbst, trotz des Wiener Friedens vom 14. Oktober, zu letzten Gefechten mit den Franzosen, bei denen der Algunder Schützenhauptmann Peter Thalguter und elf weitere Schützen den Tod fanden. 1848 nahmen mehrere Tiroler Schützenkompanien freiwillig am Italienfeldzug teil, darunter auch die Schützenkompanie Jenesien. Im Jahre 1910 wurde die Schützenfahne, gestiftet von der Familie Oberkofler-Kreuzweger, feierlich geweiht. In der Faschistenzeit wurde die Fahne nach Innsbruck in Sicherheit gebracht. Am 17. Oktober 1948 wurde die Schützenfahne von Georg Pichler wieder nach Jenesien zurückgeholt. In den fünfziger Jahren erhielt sie eine Auszeichnung als zweitschönste Fahne Tirols. Im Jahr 1988 wurde sie restauriert und neu geweiht. Um diese wertvolle Fahne zu schonen, hat die Schützenkompanie Jenesien im Jahr 2001 eine zweite Fahne angeschafft.

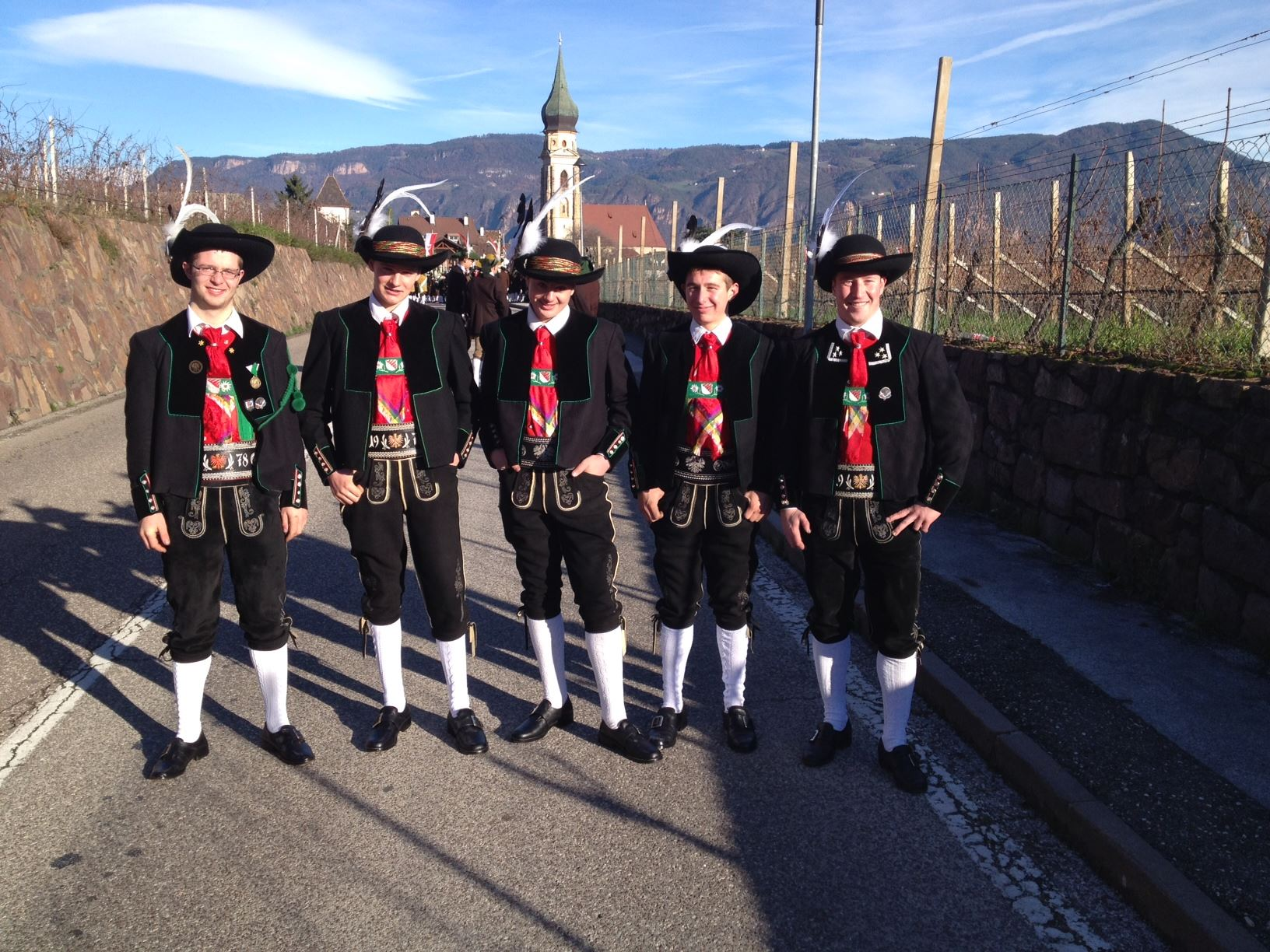
Junge Schützen der SK. Jenesien

Nach der Eingliederung Südtirols in den Staat Italien im Jahre 1920 wurde die Kompanie von den Faschisten verboten und aufgelöst. Dieses Verbot dauerte bis zum Jahre 1958. Im Jahre 1978 wurde die Schützenkompanie von 15 Jenesiener Bürgern wieder gegründet. Zum ersten Schützenhauptmann wurde Alois Egger gewählt. Die Tracht der Kompanie wurde 1999 erneuert. Seit Jänner 2014 steht Hendrik van den Driesch der Kompanie als Hauptmann vor. Ehrenhauptmann ist Werner Wenighofer, der langjährige Fähnrich Franz Schatzer wurde im Jahre 2014 zum Ehrenleutnant ernannt.
Die Schützenkompanie hat 2014, aufgrund ihrer hervorragenden Leistungen für das Schützenwesen, erstmals zwei Ehrenmitglieder ernannt: den Bürgermeister der Gemeinde Jenesien, Paul Romen und den Pfarrer der Pfarrei Jenesien, Peter Stuefer.

## Erster Weltkrieg
Nach der drohenden Kriegserklärung Italiens und der damit 1915 verbundenen Aufrufung der Tiroler und Vorarlberger k.k. Standschützen wurde auch am 18. Mai 1915 das Standschützenbataillon Gries mit den Kompanien Gries (1. Kompanie), Jenesien/Afing (2. Kompanie) Terlan/Andrian/Vilpian/Mölten/Flaas (3. Kompanie) alarmiert und am 20. Mai vor dem Kloster in Gries bei einer Feldmesse, gehalten von Prälat Alphons M. Augner, nochmals vereidigt. Kommandant des Bataillons war Standschützenmajor Josef Mumelter-Möckl. Am 21. Mai erfolgte die Ausrückung nach Bozen und von dort aus mit dem Zug nach Trient – Calliano.
Kompaniekommandant war bis März 1917 als Standschützen-Oberleutnant der Fleischhauer Karl Unterlechner aus Gries, Zugskommandant war bis April 1918 als Standschützen-Leutnant der Gutsbesitzer Josef Hafner-Castrizzi, ebenfalls aus Gries.
Von Calliano aus marschierten die Schützen 12 Kilometer nach Vielgereuth, wo sie auf die einzelnen Verteidigungsstellungen verteilt wurden.
Der 2. Kompanie wurde der Abschnitt zwischen den Festungswerken Sommo und Serrada zugewiesen. Die Kompanie begann damit, die Stellungen auszubauen und ein Wachdetachement auf den Plaut (1701 m) abzustellen. Hier lagen sie bis zum 9. April 1916 um dann zur Retablierung nach Väldelöder bei Lagertaldorf abzuziehen. Im Mai nahmen die Standschützen vom Bataillon Gries zusammen mit denen aus Glurns, Imst, Kufstein und Brandtal an der Frühjahrsoffensive teil, wobei es allein am 25. Mai 20 Gefallene und 15 Verwundete zu beklagen hatte. Wegen der hohen Zahl an Abgängen durch Gefallene, Verwundete, Kranke und wegen körperlicher Gebrechen musste das Bataillon auf eine Kompanie verkleinert werden. Bis zum 1. November 1916 folgten Einsätze am Hang der Zugna Torta und danach am Monte Creino über dem Loppiatal nördlich des Gardasees. Im Frühjahr 1917 verlegte die Kompanie in den Abschnitt an der Cima Presanella. Im Frühjahr 1918 ging es zurück an den Gardasee. Ab dem 1. Juli folgte der Einsatz im Gebiet des Monte Adamello – Carè Alto. Ab Mai 1918 wurden die Standschützen als Träger für Verpflegung von der Malga Pedruc im Val di Genova (Trentino) in die Höhenstellungen des Carè Alto und der Busazza, sowie zum Abtransport von Verwundeten eingesetzt.
Bei Kriegsende versuchte die Mehrzahl der Standschützen über Carisolo – Madonna di Campiglio in die Heimat zu gelangen, die meisten gerieten jedoch in Kriegsgefangenschaft.

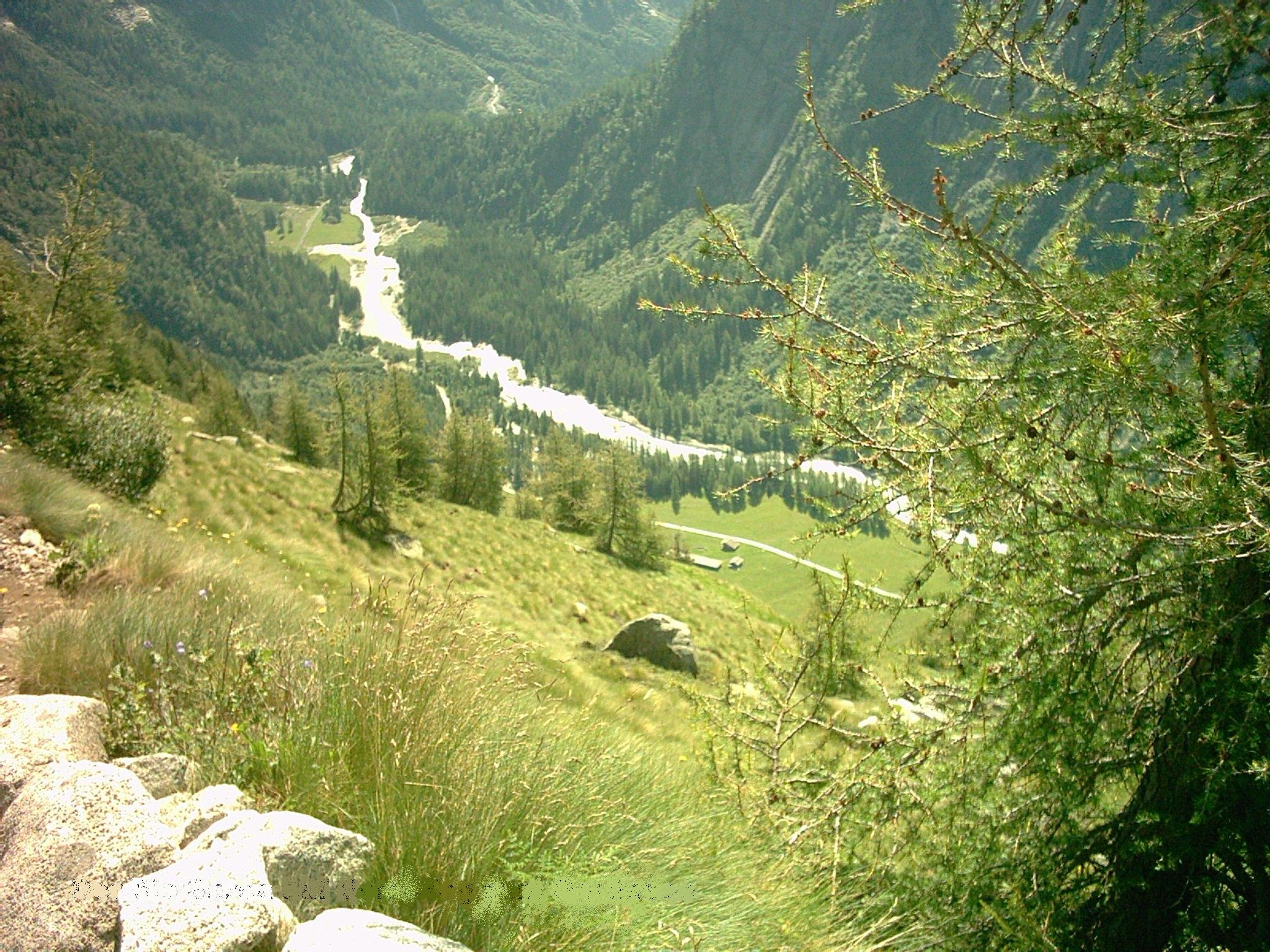
Malga Pedruc im Val di Genova – Stützpunkt der Standschützen ab Mai 1918. Aufnahme vom Anstieg zur Busazza

### Standesübersicht der Standschützenkompanie Jenesien/Afing
- 21. Oktober 1915

3 Offiziere
98 Mannschaften
10 Pferde
Gefechtsstärke = 94 Gewehre
2 × zweispännige Fuhrwerke
1 × Fahrküche
- 15. Dezember 1915

5 Offiziere
86 Mannschaften
8 Pferde
Gefechtsstärke = 78 Gewehre
2 × zweispännige Fuhrwerke
1 × Fahrküche
- 26. Dezember 1915

5 Offiziere
87 Mannschaften
7 Pferde
Gefechtsstärke = 80 Gewehre
2 × zweispännige Fuhrwerke
1 × Fahrküche
2 Marode